# توم دوركين
توم دوركين (بالإنجليزية: Tom Durkin)‏ هو مدرب كرة قدم أمريكي، ولد في القرن العشرين في الولايات المتحدة.